# Роми и Мишель на встрече выпускников
«Роми и Мишель на встрече выпускников» (англ. Romy and Michele's High School Reunion) — комедийный фильм, снятый по роману Робина Шиффа «Дамская комната» («Ladies Room»). Премьера состоялась 25 апреля 1997 года.

## Сюжет
Роми (Мира Сорвино) и Мишель (Лиза Кудроу) школьные подруги, уехавшие из провинциального городка в Лос-Анджелес — город больших возможностей, уверенные, что добьются успеха. Спустя 10 лет они получают приглашение на встречу выпускников. Осознав, что прошло уже 10 лет, они также понимают, что ничего не добились: ни карьера, ни личная жизнь у них не задалась. Казалось бы, лучше не ехать на годовщину выпуска из школы, в которой они не только не пользовались популярностью, но часто становились объектом насмешек... Однако в итоге, придумав образ бизнес-леди, они отправляются в путь, чтобы взять реванш. Во время поездки они ссорятся и по приезде не разговаривают. И только после очередного непринятия большинством они понимают, что нет ничего важнее настоящей дружбы, обладателями которой они являются.

## В главных ролях
- Мира Сорвино — Роми Уайт
- Лиза Кудроу — Мишель Вайнбергер
- Джанин Гарофало — Хезер Муни
- Кэмрин Мангейм — Тоби Уолтерс
- Алан Камминг — Сэнди Фринк
- Джулия Кэмпбелл — Кристи Мастерс
- Миа Коттет — Шерил
- Кристин Бауэр — Келли
- Элейн Хендрикс — Лиза Людер
- Винсент Вентреска — Билли
- Джастин Теру — Ковбой
- Джейкоб Варгас — Рамон
- Марк Паскуалоне — Марк
- Тейт Тейлор — Кейси

## Саундтрек
1. «Just a girl» — No Doubt
2. «Time after time» — Cyndi Lauper
3. «Everybody Have Fun Tonight» — Wang Chung
4. «Our Lips Are Sealed» — The Go-Go’s
5. «Bad Case Of Loving You» — Robert Palmer
6. «Venus» — Bananarama
7. «(There’s) Always Something There To Remind Me» — Naked Eyes
8. «Whip It» — Devo
9. «Dance Hall Days» — Wang Chung
10. «Staying Alive» — N-Trance
11. «She Blinded Me With Science» — Thomas Dolby
12. «Turning Japanese» — The Vapors
13. «Blood And Roses» — The Smithereens
14. «Cruel Summer» — Bananarama
15. «Karma Chameleon» — Culture Club
16. «No One Is To Blame» — Ховард Джонс
17. «I Want Candy» — Bow Wow Wow
18. «Steppin' Out» — Joe Jackson
19. «Everybody Wants to Rule the World» — Tears For Fears
20. «You Keep Me Hangin' On» — Kim Wilde
21. «Heaven Is A Place On Earth» — Belinda Carlisle
22. «I Think We’re Alone Now» — Tiffany
23. «Be My Lover» — La Bouche
24. «We Got the Beat» — The Go-Go’s
25. «Together Forever» — Rick Astley

## Награды и номинации
- 1997 — номинация на премию «Спутник» за лучшую женскую роль в кинофильме — комедия или мюзикл (Лиза Кудроу).
- 1998 — номинация на премию «MTV Movie & TV Awards» за лучший танец (Мира Сорвино, Алан Камминг, Лиза Кудроу).

## Сборы
На первой неделе показа фильм по сборам в Северной Америке занял вторую позицию, собрав $7.4 млн долларов США, уступив фильму «Вулкан».

## Приквел
30 мая 2005 года на телеканале ABC Family состоялась премьера приквела фильма «Роми и Мишель: в начале пути», в главных ролях снялись Кэтрин Хайгл и Алекс Брекенридж.